# 清姜街道
清姜街道，是中华人民共和国陕西省宝鸡市渭滨区下辖的一个乡镇级行政单位。

## 行政区划
清姜街道下辖以下地区：
马路街社区、清姜路社区、益门社区、凌云社区、金山社区、宝成社区、烽火社区、长岭社区、宝桥社区和市仪表厂社区。